# Osteuropaabteilung der Bayerischen Staatsbibliothek
Die Osteuropaabteilung der Bayerischen Staatsbibliothek (BSB) betreut den Sammelschwerpunkt Ost-, Ostmittel- und Südosteuropa in enger Zusammenarbeit mit den anderen Abteilungen der BSB. Sie dient der Münchner und bayerischen Osteuropaforschung und nimmt im Rahmen des Sondersammelgebiets-Systems der Deutschen Forschungsgemeinschaft auch nationale Aufgaben wahr. Aufgrund ihres reichen und differenzierten Bestandes besitzt sie internationales Ansehen: Die Osteuropasammlung der Bayerischen Staatsbibliothek umfasst derzeit (Juli 2009) knapp eine Million Bände. Hinzu kommen ca. 4000 laufende Print-Zeitschriften und zahlreiche elektronische Medien. Hervorzuheben ist eine europaweit einzigartige Sammlung mikroverfilmter Materialien zur Geschichte Russlands, der Sowjetunion und anderer ehemaliger „Ostblockstaaten“.

## Erwerbung
Die Osteuropaabteilung der Bayerischen Staatsbibliothek (BSB) betreut das Sondersammelgebiet (SSG) „Ost-, Ostmittel- und Südosteuropa“ der Deutschen Forschungsgemeinschaft (DFG). Im Einzelnen sind das die osteuropäischen Länder Russland, Belarus, Ukraine und Moldawien, die ostmitteleuropäischen Länder Polen, Tschechien und Slowakei sowie die südosteuropäischen Länder Slowenien, Kroatien, Bosnien-Herzegowina, Serbien, Montenegro, Makedonien, Albanien, Kosovo, Bulgarien und Rumänien.
Aus den genannten Ländern fallen vor allem Medien zur Geschichte, zur Politik, zum Bildungs- und Informationswesen und zu verwandten Themengebieten in den Bereich des Sammelgebiets.
Der Erwerbung der relevanten Literatur wird von den verschiedenen Abteilungen der BSB arbeitsteilig bewältigt. Die Erwerbungskosten teilen sich die Bayerische Staatsbibliothek und die Deutsche Forschungsgemeinschaft.
Ein weiteres von der BSB betreutes und im Kontext der Osteuropasammlung zu nennendes Sondersammelgebiet ist Byzanz.
Seit dem Jahr 2009 werden von der BSB (wieder) drei weitere osteuroparelevante Sondersammelgebiete betreut: Rumänische Sprache und Literatur, Albanische Sprache und Literatur und Neuzeitliches Griechenland (inklusive Sprache und Literatur und inklusive Zypern). Diese Sondersammelgebiete waren schon bis 1997 an der BSB beheimatet gewesen und wurden dann im Zuge der Einbindung der neuen Bundesländer in das SSG-System an andere Bibliotheken übertragen. In diesem Kontext wurden auch die Sondersammelgebiete „Slawische Philologie und Volkskunde“ sowie das Baltikum abgegeben.
Die nicht (mehr) zu einem Sondersammelgebiet gehörenden Medien zu Osteuropa werden von der BSB aus Eigenmitteln erworben. Hierbei liegt der traditionelle Schwerpunkt auf den Geistes- und Sozialwissenschaften. Es wird (neben Geschichte und Politik u. ä.) zum Beispiel viel Wert auf Fächer wie Sprache und Literatur, Theologie und Kunstgeschichte gelegt. Zur Osteuropasammlung gehören zusätzlich zu den als Sondersammelgebiet betreuten Staaten folgende Länder: Armenien, Aserbaidschan, Estland, Finnland, Georgien, Kasachstan, Kirgisistan, Lettland, Litauen, Tadschikistan, Turkmenistan, Ungarn und Usbekistan.
Die Bayerische Staatsbibliothek ist die Bibliothek der Bayerischen Akademie der Wissenschaften und tritt auch selbst häufig als Herausgeber von buch- und bibliothekskundlichen Schriften auf. Hieraus ergibt sich auch die Möglichkeit eines Schriftentausches mit osteuropäischen Partnerinstitutionen. Dieser ist besonders bedeutend, da der Anteil an grauer, nicht oder nur schwer im Buchhandel erhältlicher Literatur in den osteuropäischen Ländern oft einen bedeutenden Anteil der Publikationstätigkeit ausmacht.
Bisweilen erhält die Osteuropasammlung der Bayerischen Staatsbibliothek auch Schenkungen, sei es in Form der Übereignung privater Sammlungen von Osteuropaforschern oder auch durch die kostenlose Überlassung neu verfasster Bücher durch die Autoren.
Insgesamt bereichern jedes Jahr ca. 20000 Neuerwerbungen die Sammlung. Darüber hinaus werden über 4000 Print- und ca. 800 elektronische Zeitschriften gehalten (Stand: Juli 2009).

## Erschließung
Die Mitarbeiter der Osteuropaabteilung katalogisieren in Arbeitsteilung mit den Kollegen der anderen Abteilungen die erworbenen Medien aus und über Osteuropa in westlichen, slawischen und anderen osteuropäischen Sprachen (Formal- und Sachkatalogisierung).
Die Osteuropabestände sind fast vollständig im Online-Katalog der Bayerischen Staatsbibliothek verzeichnet. Hierbei ist zu beachten, dass die aus Retrokonversionsprojekten eingebrachten Datensätze (Quartkatalog (QK) 1841–1952 sowie Katalog im Internationalen Format (IFK) 1953–1981) oftmals nicht dieselbe Erschließungstiefe aufweisen wie Originalkatalogisate ab 1982.
Besonders wichtig zu wissen ist es, dass eine sachliche Suche (Schlagwortsuche) im Onlinekatalog meist erst ab dem Jahr 1982 möglich ist. Für weiter zurückgehende Recherchen müssen die Altkataloge der BSB, welche noch nicht online zur Verfügung stehen, herangezogen werden (zum Beispiel Alter Realkatalog 1501–1981, Systematik im Internet aufrufbar). Diese Kataloge weisen oftmals ein hohes Erschließungsniveau auf und decken auch den Bereich Osteuropa voll ab.
Die Lesesaalbestände der Osteuropaabteilung sind im Online-Katalog der Bayerischen Staatsbibliothek nachgewiesen. Daneben stehen im Lesesaal selbst die alten Kartenkataloge zur Verfügung: Zum einen existiert ein alphabetisch, zum anderen ein nach Magazinsignatur geordneter Katalog. Dieser beinhaltet auch jeweils die Lesesaalsignatur und dient somit als Konkordanz – im Online-Katalog ist für den Altbestand teilweise nur die Magazinsignatur verzeichnet, dies wird sich jedoch mittelfristig ändern.
Die Osteuropaabteilung der BSB besitzt des Weiteren noch einige interessante Altkataloge – zum Beispiel den Russica-Katalog der Slawischen Abteilung der Universitätsbibliothek Helsinki.

## Benutzung
Wie in der gesamten Bayerischen Staatsbibliothek ist auch in der Osteuropaabteilung die Benützung des Lesesaals und der Magazinbestände sowie die fachliche Beratung für die Besucher kostenlos § 12 Allgemeine Benützungsordnung der Bayerischen Staatlichen Bibliotheken (ABOB).
Der „Ostlesesaal“ im dritten Stock der BSB vereint die Handbestände der Osteuropa- (ca. 30000 Bände) mit denen der Orient- (ca. 8000 Bände) und Ostasienabteilung (ca. 10000 Bände). Gerade im Schnittpunkt dieser drei Großregionen ergeben sich hierbei für die Nutzer interessante Forschungsmöglichkeiten und Synergieeffekte.
Der Lesesaal bietet 56 Arbeitsplätze mit WLAN und teilweise Stromanschlüssen für die Benutzer-Laptops. Er verfügt über zwei Rechner mit Katalog- und vier Rechner mit Internetzugang. Darüber hinaus sind die technischen Möglichkeiten vorhanden, Mikroformen und CD-ROMs einzusehen.
Der Osteuropahandbestand ist nach einer eigenen Systematik aufgestellt (geographische Hauptgruppen und sachliche Untergruppen). Eine Übersicht liegt im Saal aus. Eine weitere Besonderheit im Osteuropalesesaal ist die jeweils gesonderte Aufstellung der Enzyklopädien und Wörterbücher.
Für eine erfolgreiche Benutzung der Osteuropabestände ist es wichtig zu wissen, dass im Lesesaal ausschließlich Nachschlagewerke, Bibliographien, Standardwerke und andere grundlegende Werke bereitgehalten werden. Der Großteil der Bestände befindet sich in den Magazinen der Bayerischen Staatsbibliothek und kann von dort in einen der Lesesäle oder ggf. auch für die häusliche Benutzung bestellt werden. Die aktuellen Ausgaben von Zeitungen und Zeitschriften aus dem und über den osteuropäischen Raum befinden sich nicht im Osteuropalesesaal, sondern liegen im Allgemeinen im Zeitschriftenlesesaal der Staatsbibliothek auf.
Ein interessantes und gerne genutztes Angebot für alle an den aktuellen wissenschaftlichen Entwicklungen im und zum Osten Europas interessierten Benützer ist die monatliche Ausstellung der Neuerwerbungen, die schon seit 1953 stattfindet. Die Literatur wird – geografisch aufgestellt – im Allgemeinen vom 1. – 10. des Monats im Lesesaal präsentiert. Das virtuelle Pendant dieser Ausstellung ist das Informationssystem „Neuerwerbungen“ der Osteuropaabteilung auf der Homepage der Staatsbibliothek, welches via Internet verschiedene Recherchemöglichkeiten bietet.
Das Team des Lesesaals bietet seinen Benutzern ein qualifiziertes Informationsangebot und ist auch telefonisch zu den Öffnungszeiten erreichbar. Die Bayerische Staatsbibliothek nimmt am kooperativen, Internet-basierten schriftlichen Auskunftssystem QuestionPoint teil. Hierbei ist die Osteuropaabteilung für Fragen aus ihrem Sachgebiet verantwortlich.

## Geschichte

### Von der Gründung bis zur Säkularisation
Schon in der Sammlung von Johann Albrecht Widmannstetter, welche im Auftrag des bayerischen Herzogs Albrecht V. im Jahr 1558 erworben wurde, befanden sich einige wertvolle Slavica (zum Beispiel das Alttschechische Wörterbuch von Sigismundus Gelenius von 1537).
Das Ringen um die Erneuerung der Kirche im 16. Jahrhundert führte zu einer signifikant steigenden Buchproduktion. Aus dieser Zeit besitzt die Bayerische Staatsbibliothek wertvolle Drucke kroatischer und slowenischer Reformatoren Tübinger und Wittenberger Provenienz.
Nicht überschätzbar ist die Bedeutung der Säkularisation in Bayern 1802/1803 für das Wachstum des Osteuropabestandes der damaligen Hofbibliothek. Hierbei ist zu bedenken, dass die bayerische Kirche seit frühester Zeit in engem Kontakt mit dem ostmittel- und südosteuropäischem Raum stand und daher ein großer Bedarf an entsprechender Literatur existierte. Dieses überaus bedeutsame Erbe des kulturellen Austausches altbayerischer, schwäbischer und fränkischer Klöster wurde nach deren Aufhebung bevorzugt nach München überführt. Herausragende Bedeutung besitzen zum Beispiel die „Freisinger Denkmäler“ aus der Freisinger Dombibliothek und der „Serbische Bilderpsalter“ des Regensburger Klosters Sankt Emmeram.

### Vom Umzug in das neue Gebäude bis zum Zweiten Weltkrieg
Auch nach dem Umzug der Bibliothek in das 1832–1843 errichtete neue Gebäude in der Ludwigstraße wurde die Bearbeitung osteuropäischer Literatur organisatorisch nicht aus dem allgemeinen Arbeitsablauf ausgegliedert, erfuhr jedoch in der zweiten Hälfte des 19. Jahrhunderts trotzdem ein ruhiges, kontinuierliches Wachstum. Die Aufstellung berücksichtigte mit Fächern wie „Polonia“ oder „Russia“ den osteuropäischen Raum. Die Gründung eines Lehrstuhls für Slawische Philologie an der nahen Universität München führte dann zu Beginn des 20. Jahrhunderts (1911) zu einer weiteren Intensivierung der Erwerbungsbemühungen.
Nach dem Ersten Weltkrieg erfolgte mit der Gründung der „Slawischen Sammlung“ die organisatorische Trennung der Osteuropa betreffenden Arbeiten. Trotz der teilweise schwierigen Situation zwischen den Weltkriegen sowohl in Deutschland als auch im osteuropäischen Raum gelang es, die Erwerbung in diesem Bereich kontinuierlich fortzuführen.
Mit der Einführung der „Numerus-Currens-Signaturen“ im Jahre 1936 endete – auch für die Osteuropa betreffende Literatur – die Aufstellung der Bestände nach einzelnen Fächern.
Von den alliierten Bombardements des Zweiten Weltkriegs wurden das Schriftgut der Bayerischen Staatsbibliothek – und damit auch die hierin integrierten Bestände der Slawischen Sammlung – schwer getroffen. Besondere Verluste erlitten die Fächer „Turcia“ (darin enthalten südosteuropäisches Schrifttum) und Academica (mit osteuropäischen Akademieschriften). Die Auswirkungen des Krieges machen die Erwerbung neuer Literatur und schließlich nach Bombeneinwirkung und Bestandsauslagerung auch die Benützung der noch vorhandenen Bestände bald unmöglich.

### Nachkriegszeit
Auch nach Ende des Krieges gestaltet sich die Situation äußerst schwierig: Die Bibliothek war großteils zerstört, die Bestände verstreut, das Geld fehlte an allen Ecken und Enden. Es sollte bis 1952 dauern, bis die ausgelagerten Osteuropa-Bestände wieder vollständig zurückgeholt werden konnten.
Eine besondere, fachspezifische Erschwernis für die ab 1954 „Osteuropasammlung“ genannte Organisationseinheit stellte die Zweiteilung Europas durch den Eisernen Vorhang dar. Diese neue Situation stellte die Erwerbung von Literatur aus den nun sozialistischen Ländern anfangs vor fast unlösbare Probleme. Mehr als einen Lichtblick bedeutete es in dieser schwierigen Zeit, dass im Jahr 1950 die „Notgemeinschaft der Deutschen Wissenschaft“ (heute Deutsche Forschungsgemeinschaft) mehrere Sondersammelgebiete an die Bayerische Staatsbibliothek vergab, unter anderem auch osteuropäische Sprachen, Literaturen, Geschichte und Politik. Damit war der Auftrag verbunden, die entsprechende Literatur vollständig zu sammeln und deutschlandweit (per Fernleihe) für die Benutzung bereitzuhalten. Als Gegenleistung beteiligte sich die „Notgemeinschaft“ an den Erwerbungskosten.
Die 50er-Jahre brachten der Osteuropasammlung signifikante Verbesserungen: nach mehreren Notbehelfen konnte wieder ein Lesesaal im Hauptgebäude bezogen werden; des Weiteren normalisierte sich die Situation in den Ostblockstaaten allmählich, so dass Kontaktaufnahme und Erwerbungsarbeit wieder verstärkt möglich wurden.
Indirekt erfuhr die Osteuropasammlung innerhalb der Bundesrepublik dadurch eine Aufwertung, dass bis zum Krieg bedeutende Slavica-Sammlungen im ehemaligen Osten und der Mitte Deutschlands ausfielen.
Nach der Stabilisierung und wirtschaftlichen Gesundung des neuen westdeutschen Staates konnte wieder ein – den schwierigen äußeren Umständen entsprechender – kontinuierlicher Bestandsaufbau stattfinden. Jetzt konnte auch darangegangen werden, in größerem Maßstab an der Wiederbeschaffung der Kriegsverluste zu arbeiten. Besonders bei den osteuropäischen Akademieschriften ist dies auch zu einem guten Teil gelungen. Insgesamt handelt es sich jedoch um eine äußerst langwierige Aufgabe. Viele verbrannte Werke werden nie mehr zu beschaffen sein.
Während die Osteuropasammlung zunächst der Katalogabteilung unterstellt war, wurde sie 1972 unter der Leitung von Dr. Viktoria Pleyer unmittelbar der Direktion des Hauses untergeordnet, blieb aber in Fragen der Erwerbung, Katalogisierung und Benutzung in die zuständigen Hauptabteilungen eingebunden. 1982 erfolgte die Umstellung auf EDV-Katalogisierung. 1986 wurden die Sondersammlungen der Bayerischen Staatsbibliothek in Abteilungen umbenannt, die Osteuropasammlung dementsprechend in „Osteuropaabteilung“.

### Entwicklung seit den Umwälzungen in Osteuropa
Der Zusammenbruch des Ostblocks und in der Folge die Wiedervereinigung Deutschlands brachten für die Osteuropaabteilung unter Leitung von Dr. Hannelore Gonschior (1993–2006) neue Herausforderungen mit sich. Zum einen ergaben sich große Veränderungen in der Erwerbung, da sich die Bedingungen in den Partnerländern praktisch über Nacht vollkommen veränderten und eine Stabilisierung teilweise längere Zeit auf sich warten ließ.
Darüber hinaus beschloss die Deutsche Forschungsgemeinschaft eine Neuverteilung der Sondersammelgebiete unter besonderer Berücksichtigung der Neuen Bundesländer und Berlins. Die Reform trat im Jahr 1998 in Kraft. Infolge dieser Restrukturierungsmaßnahmen gab auch die BSB einige ihrer Sondersammelgebiete ab (unter anderem slawische Sprachen und Literaturen). In den letzten Jahren zeigen sich – nach Konsolidierung der Lage in Osteuropa – verstärkt die Vorteile der politischen Umwälzungen: Kooperationen sind einfacher geworden die Erwerbung konnte sich normalisieren.
In letzter Zeit engagiert sich auch die Osteuropaabteilung unter Leitung von Dr. Gudrun Wirtz (2006 –) verstärkt im Bereich der Neuen Medien. Zur Verfügung stehen zahlreiche frei über das Internet zugängliche elektronische Dienste zum Nachweis verschiedenartiger forschungsrelevanter Publikationen vom traditionellen Buch bis hin zur einschlägigen Website. Zusammengefasst sind sie in der ViFaOst.

## Virtuelle Fachbibliothek Osteuropa
Die Virtuelle Fachbibliothek Osteuropa (ViFaOst) ist ein fachübergreifendes Regionalportal mit einem vielfältigen Angebot zur Osteuropaforschung. Über detaillierte Suchfunktionen besteht Zugriff auf wissenschaftliche Fachinformationen zu Geschichte, Sprache, Literatur, Politik und Kultur der Länder und Regionen Ost-, Ostmittel- und Südosteuropas. Sie ist ein Kooperationsprojekt der Bayerischen Staatsbibliothek München, des Herder-Instituts Marburg, des Osteuropa-Instituts Regensburg, der Abteilung für Geschichte Ost- und Südosteuropas am Historischen Seminar der Ludwig-Maximilians-Universität München sowie der Niedersächsischen Staats- und Universitätsbibliothek Göttingen und hat zahlreiche in- und ausländische Kooperationspartner. Die ViFaOst wurde von der Deutschen Forschungsgemeinschaft (DFG) gefördert und war Mitglied bei vascoda.

## Sonstiges

### Kataloganreicherung
Seit 2006/2007 lässt die Osteuropaabteilung die Inhaltsverzeichnisse (und gegebenenfalls Zusammenfassungen in westlichen Sprachen) der neu erworbenen Bücher digitalisieren. Wichtigstes Kriterium für die Aufnahme in den Geschäftsgang ist die Zugehörigkeit des jeweiligen Titels zu einem Sondersammelgebiet der Bayerischen Staatsbibliothek. Die Digitalisate werden mit den Katalogeintragungen verknüpft (d. h., sie sind über den Online-Katalog einzusehen) und erleichtern dem Benützer so die Entscheidung, ob der Titel für ihn von Interesse ist. Mittelfristig ist auch geplant, die Digitalisate über den Online-Katalog im Volltext absuchbar zu machen.

### Kooperationen
Die Osteuropaabteilung steht in Kontakt mit vielen wissenschaftlichen Bibliotheken Ost- und Südosteuropas. Hierbei spielt der Tausch von Publikationen eine bedeutende Rolle. Neben dem internationalen Schriftentausch über die Deutsche Forschungsgemeinschaft und dem direkten Tausch ist besonders auch der Akademietausch zu nennen (siehe oben unter Erwerbung).
Eine enge Partnerschaft besteht mit einigen polnischen Bibliotheken und deutschen Institutionen im Rahmen des Projekts „Verbesserung der Zugänglichkeit und des Schutzes von Druckwerken im Schnittfeld polnischer und deutscher Kultur in polnischen Bibliotheken“. Drucke des 16. – 18. Jahrhunderts aus dem heutigen Westpolen beziehungsweise in Auswahl auch aus den übrigen Landesteilen wurden verfilmt und stehen als Mikrofilme unter anderem in der Bayerischen Staatsbibliothek zur Verfügung. Der Bestand ist im Online-Katalog nachgewiesen.
Die Osteuropa-Abteilung der Bayerischen Staatsbibliothek kooperiert mit dem Elitestudiengang „Osteuropastudien“ der Universitäten in München (LMU) und Regensburg. Hierbei stehen die Vermittlung von Recherchetechniken sowie gemeinsame Veranstaltungen im Vordergrund.

### Newsletter
In unregelmäßigen Abständen wird der „Newsletter Osteuropa“ per E-Mail an alle Interessenten verschickt. Er befasst sich mit Neuerwerbungen jeder Art, neu lizenzierten Datenbanken zur Region, Ausstellungen und anderen Aktivitäten der Abteilung.

### Originalschriftliche Katalogisierung
Medien in kyrillischer Schrift sind im Online-Katalog der Bayerischen Staatsbibliothek in deutscher wissenschaftlicher Transliteration nachgewiesen. Die Osteuropaabteilung befasst sich nun mit den Möglichkeiten der originalsprachigen Katalogisierung. Mittelfristig soll die Möglichkeit geschaffen werden, im Katalog direkt in kyrillischer Original-Schrift zu recherchieren.
Dies würde das Problem der Transliteration wenigstens für die neue Literatur entschärfen und besonders Muttersprachlern einen vereinfachten Zugang zu den Beständen ermöglichen. Des Weiteren brächte eine derartige Möglichkeit auch Vorteile für die Katalogisierung, da Katalogisate aus Russland und anderen osteuropäischen Staaten direkt übernommen werden könnten.

### Sonderausstellungen
Im Jahr 2006 zeigten Moskauer Verlage im Rahmen der „Moskauer Tage in Bayern“ ihr aktuelles Programm im OstLesesaal der Bayerischen Staatsbibliothek.
Auch auf der Ebene der Gesamtbibliothek finden in unregelmäßigen Abständen Ausstellungen mit Osteuropabezug statt. Zuletzt (Juni bis August 2006) präsentierten die Gesellschaft „Das Wachsende Buch“ und die Slowenische National- und Universitätsbibliothek Ljubljana die Ausstellung „Das wachsende Buch: Slowenische Bücherschätze“ mit Handschriften und Drucken aus verschiedenen Epochen seit dem Mittelalter.